# 服部辰成
服部 辰成（はっとり しんせい、2004年5月13日 - ）は、日本の柔道家。神奈川県出身。階級は66kg級。身長166cm。組み手は左組み。血液型はO型。得意技は内股。

## 経歴
柔道は7歳の時に朝飛道場で始めた。小学校6年の時に全国小学生学年別柔道大会50kg超級で3位になった。東海大相模中学2年の時には全国中学校柔道大会の60kg級で2位となった。近代柔道杯では1年後輩の木原慧登などとともに活躍して2位になった。3年の時には全国中学校柔道大会の個人戦で5位にとどまったが、団体戦では2位になった。マルちゃん杯では3位にとどまった。東海大相模高校へ進学すると、2年の時にインターハイで優勝した。全国高校選手権では決勝で神港学園高校2年の顕徳海利に敗れて2位にとどまった。3年の時にはインターハイの決勝で顕徳に敗れて2位に終わった。全日本ジュニアでは3位だった。講道館杯では決勝まで進むも、パーク24の武岡毅に敗れて2位にとどまった。グランドスラム・東京では準決勝で武岡を破ると、決勝で元世界チャンピオンであるミキハウスの丸山城志郎に巴投げで敗れるも、高校生ながら2位となった。2023年には東海大学へ進学した。体重別では初戦で敗れた。ワールドユニバーシティゲームズでは決勝でモルドバの選手を開始早々の大車で破って優勝した。また、団体戦でも優勝した。グランプリ・オディベーラスでは準決勝で中立選手として出場した元世界チャンピオンであるロシアのヤゴ・アブラゼに開始早々の小内刈で敗れるなどして3位にとどまった。2年の時には体重別の準決勝で明治大学4年の光岡岳人に反則負けを喫した。続くアジア選手権では決勝でモンゴルのバトグトフ・エルヘムバヤルに反則負けを喫した。学生体重別では3位に終わった。
IJF世界ランキングは700ポイント獲得で64位（2024年9月30日現在）。

## 戦績
- 2016年 - 全国小学生学年別柔道大会 3位（50kg超級）
- 2018年 - 全国中学校柔道大会 2位
- 2018年 - 近代柔道杯 2位
- 2019年 - 全国中学校柔道大会 個人戦 5位 団体戦 2位
- 2019年 - マルちゃん杯 3位
- 2021年 - インターハイ 優勝
- 2022年 - 全国高校選手権 2位
- 2022年 - インターハイ 2位
- 2022年 - 全日本ジュニア 3位
- 2022年 - 講道館杯 2位
- 2022年 - グランドスラム・東京 2位
- 2023年 - ワールドユニバーシティゲームズ 個人戦 優勝 団体戦 優勝
- 2024年 - グランプリ・オディベーラス 3位
- 2024年 - 体重別 3位
- 2024年 - アジア選手権 2位
- 2024年 - 学生体重別 3位

（出典、JudoInside.com）